# La Nuit (Kouïndji)
Pour les articles homonymes, voir Nuit (homonymie).
La Nuit (en russe : Ночное) est un tableau du peintre né en Ukraine pendant son séjour dans le cadre de l'Empire russe Arkhip Kouïndji (1841/1842 - 1910), réalisé dans les années 1905-1908. Le tableau fait partie de la collection du Musée Russe (à l'inventaire sous le n° Ж-4196). Ses dimensions sont de 107 × 169,.

## Descriptif
Des chevaux paissent sur une colline dominant le fleuve. La bande de lumière lunaire sur l'eau s'étend au loin, entourée par l'étendue infinie de la plaine. Dans la version finale du tableau, les silhouettes et la position des chevaux ont été modifiées, pour semble-t-il obtenir une plus grande expressivité et un rythme de contours linéaires.
Ce tableau La Nuit est considéré comme inachevé. Il a été peint au cours des dernières années de la vie de Kouïndji et est parfois considéré comme le testament de l'artiste,.
Les jeux de lumière utilisés par Kouïndji sont soulignés par John Ellis Bowlt qui le présente avec Isaac Levitan comme le meilleur représentant du luminisme en Russie.

## Critiques
L'écrivain Mikhaïl Nevedomski, auteur d'une biographie de Kouïndji écrit à son sujet :
« La toile inachevée La Nuit (avec ses figures de chevaux dessinées) est pleine de poésie. Il y a en elle une large harmonie, une harmonie du crépuscule enchanteur, au sud, au-dessus de la douceur et du calme des eaux abondantes du fleuve, qui s'étendent et s'éloignent du spectateur, qui reflètent tranquillement et timidement la lumière du croissant de lune... Quelle tristesse langoureuse ne s'exhale-t-elle pas de tout ce tableau ? La transparence du ciel, des impressions de distance et, comme partout avec Kouïndji, de l'espace... »
Le critique d'art Vladimir Petrov écrit ainsi dans son article pour les 150 ans de la naissance de Kouïndji (en 1992) à propos d'un des derniers tableaux du peintre :
« Sans doute, la plus remarquable parmi ses toiles est-elle celle de La Nuit (1905—1908, Musée Russe), considérée aujourd'hui comme son testament. Avec une sensibilité unique qui lui est inhérente, il parvient à saisir le mystère de l'apparition de la lumière dans l'étendue des steppes, le long du large fleuve, où broute silencieusement, en attendant la lumière, un troupeau de chevaux. »